# Eztec
EZTEC, é uma construtora brasileira com sede em São Paulo. A empresa constrói, incorpora e vende empreendimentos de médio e alto padrão, residenciais e comerciais.
Constituída como sociedade anônima em 31 de julho de 2006, as suas ações são negociadas na Bolsa de Valores de São Paulo.

## Acreditação
A EZTEC possui seu Sistema De Gestão de Qualidade certificado pela ISO 9001 e PBQP-H nível A. Trata-se de certificação concedida pela Fundação Vanzolini, após etapas de Auditoria.
- ISO 9001:[4]

A ISO 9001 é um Sistema de Gestão de Qualidade (SGQ) que tem como princípio a padronização e a melhoria contínua dos processos de uma organização, satisfazendo as suas próprias exigências e as de seus clientes e reguladores. Define o padrão não só para sistemas de gestão de qualidade, como para sistemas de gestão em geral.
- PBQPH:[5]

O PBQP-H (Programa Brasileiro da Qualidade e Produtividade do Habitat), trata-se de um padrão de qualidade, eficiência e eficácia nas obras e intervenções urbanas, que exige que construtoras atendam a um conjunto de requisitos, baseados na norma ISO 9001:2000. É um processo de certificação evolutiva em 4 estágios (D, C, B e A), em que A é o que abrange todos os requisitos.